# Nieuwpoort
Nieuwpoort és una ciutat de Bèlgica, situada a la desembocadura del riu IJzer a la província de Flandes occidental, que forma part de la regió flamenca. El 2010 tenia uns 11.308 habitants.

## Geografia i economia

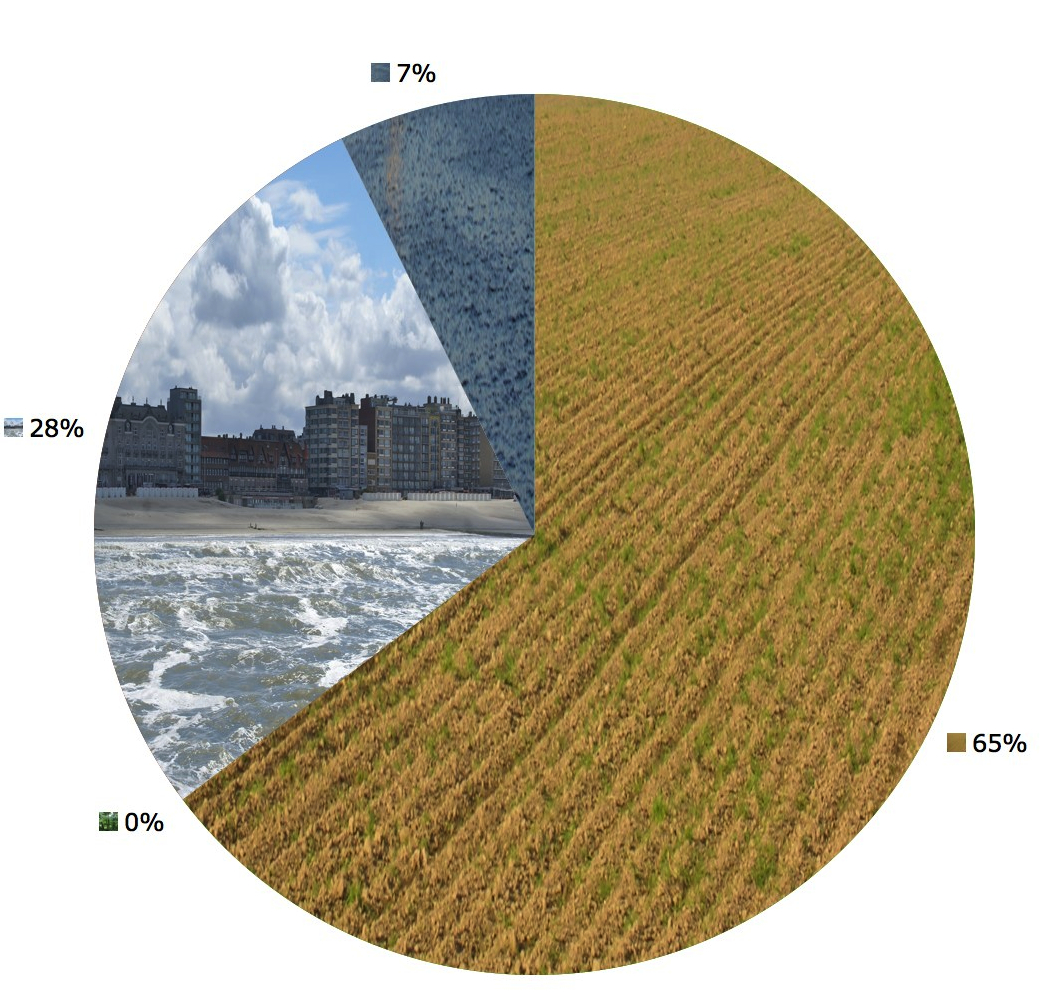
Utilització del terra:
0,06% bosc
64,72% conreu
27,94% construccions
7,28% aigües

La ciutat de Nieuwpoort es troba a la desembocadura del riu Ijzer a uns tres quilòmetres de la costa. La ciutat es troba a la frontera entre els pòlders fèrtils i la zona sorrenca de les dunes.
El seu port va impregnar la seva activitat econòmica: peix i transformació de peix, turisme amb platges i un port esportiu amb més de 2.000 emplaçaments. El port de comerç va perdre la seva importància.
El port s'ha connectat amb les vies navegables interiors amb Bruges i Oostende pel canal Plassendale-Nieuwpoort, amb Diksmuide i Ieper per l'IJzer i el canal Ieper-IJzer, i amb Duinkerke (França), pel canal Nieuwpoort-Duinkerke. Tret del peix i d'una mica de materials de construcció el transport de mercaderies va gairebé desaparèixer. Al nucli de Sint-Joris, prop de la resclosa de l'enllaç de Nieuwpoort, s'ha creat un port de turisme pels rius i canals.

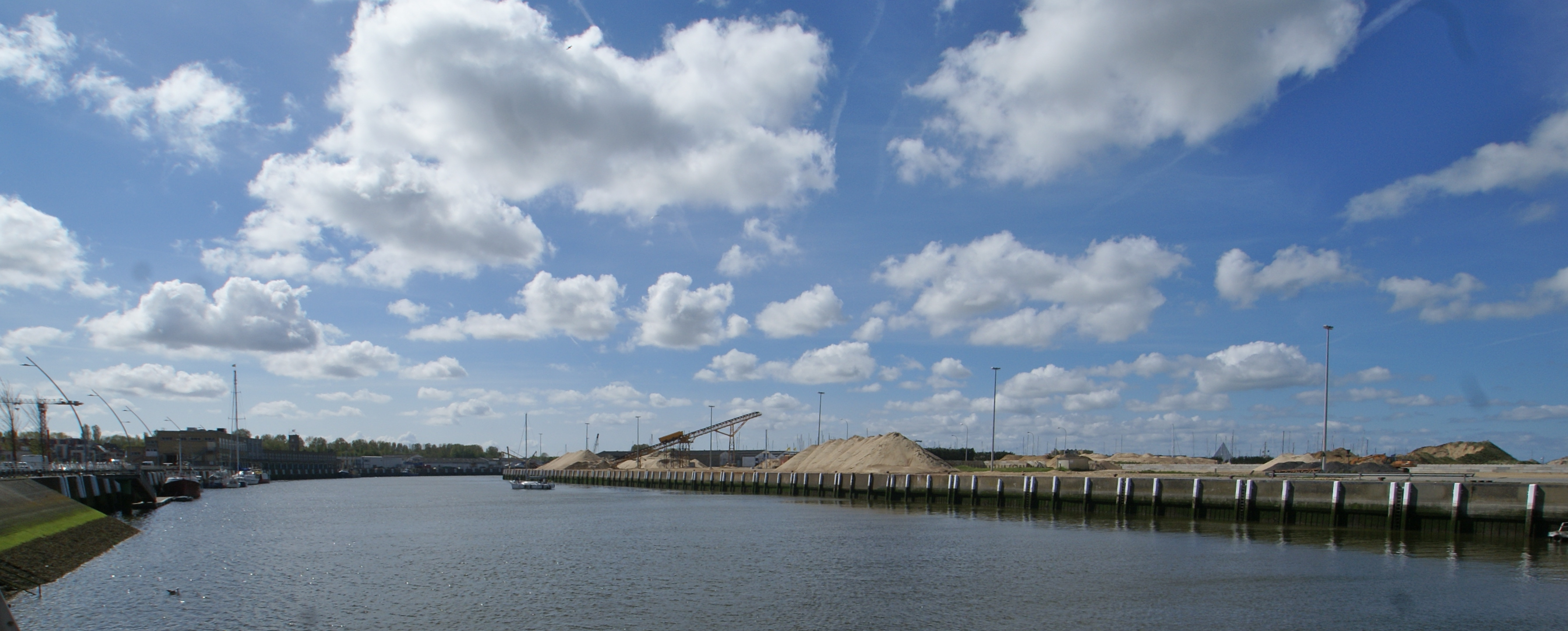
Port comercial
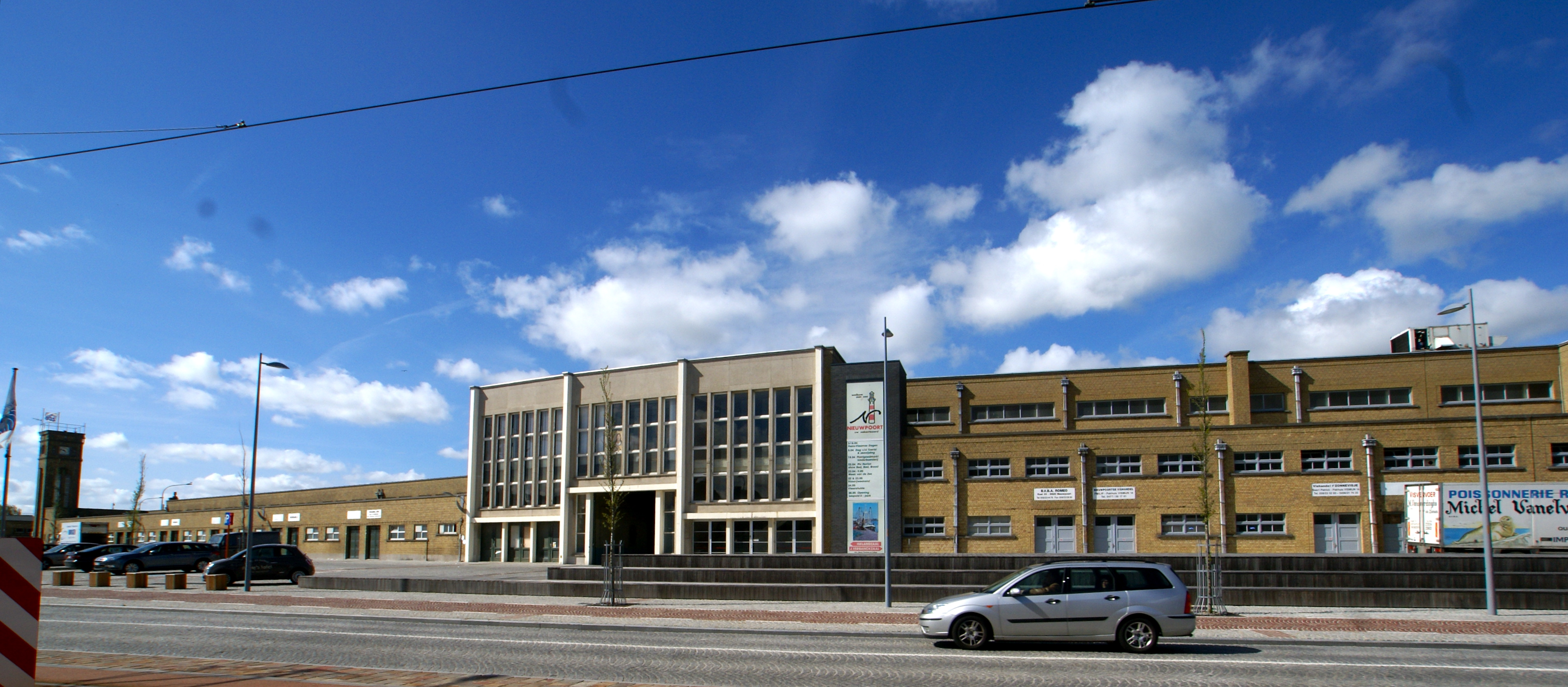
Crida de peix

### Nuclis
| Situació dels nuclis                       | Situació dels nuclis | Situació dels nuclis | Situació dels nuclis |
| nucli                                      | superfície (km²)     | habitants (1999)     | Mapa                 |
| ------------------------------------------ | -------------------- | -------------------- | -------------------- |
| I Nieuwpoort II Sint-Joris III Ramskapelle | 14,57 5,54 15,28     | 9437 259 555         | Mapa de Nieuwpoort   |

## Història

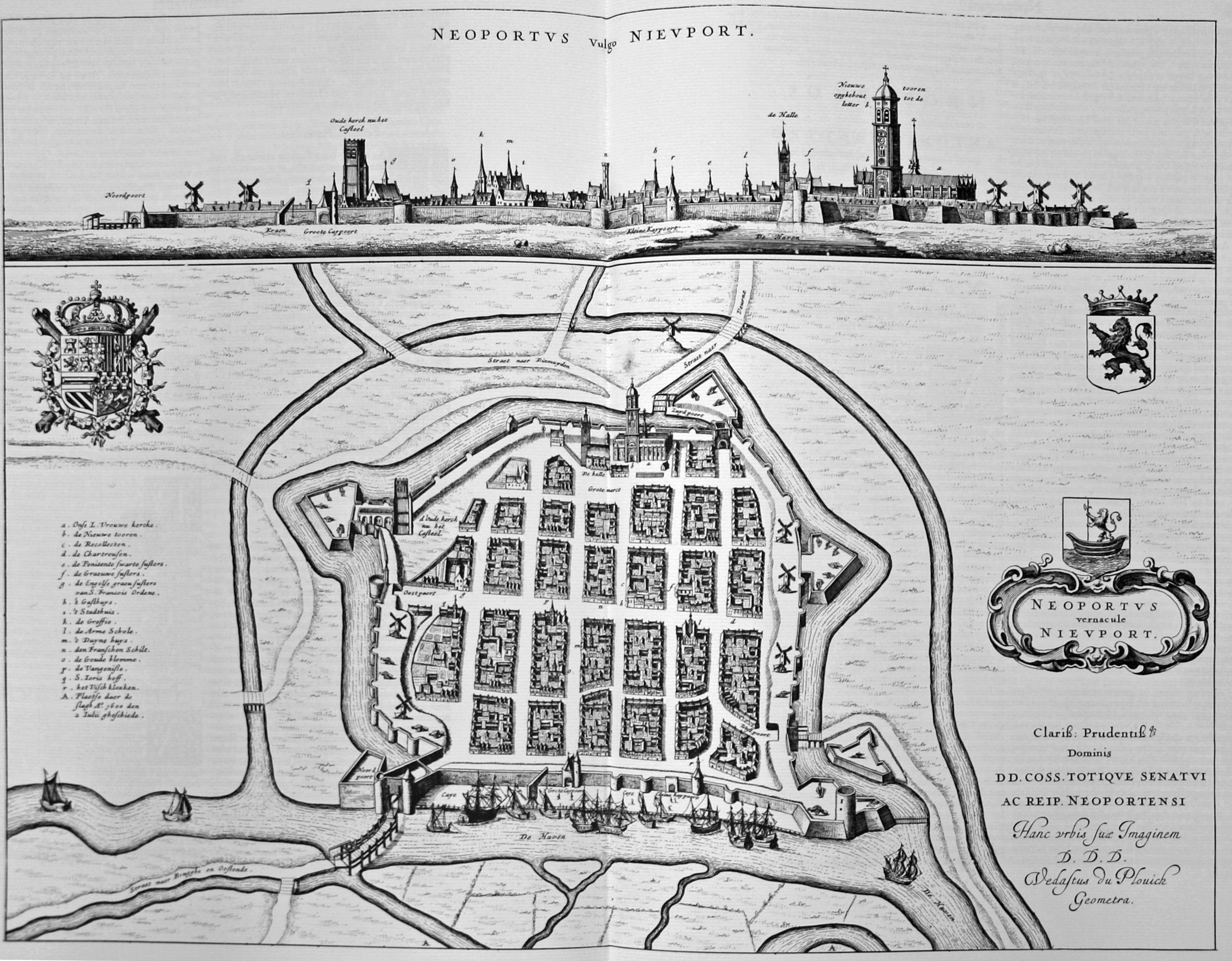
Nieuwpoort al 1641.

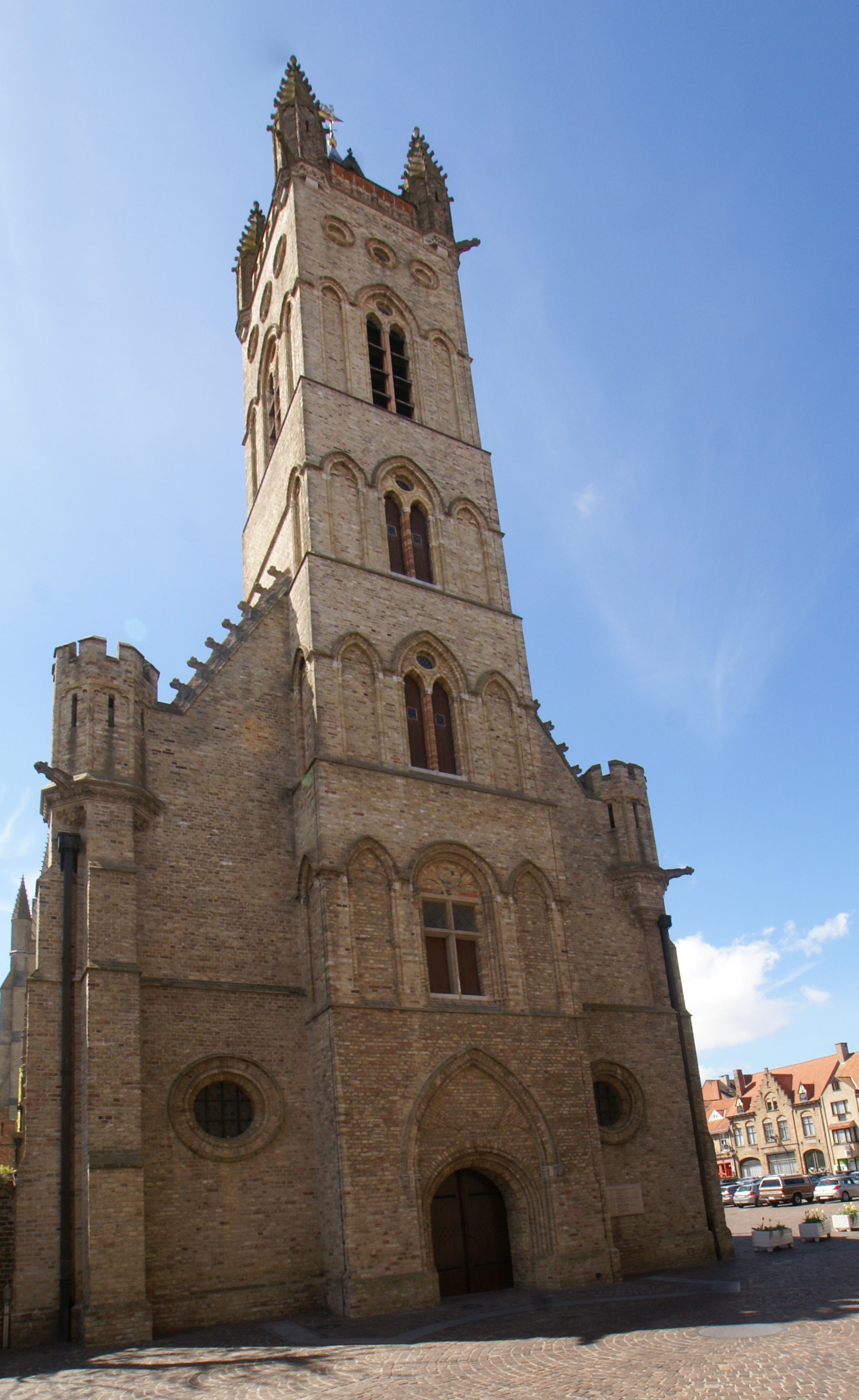
Belfort

El primer esment escrit data del segle xi quan el nom Neoportus o Novus Portus o Novum Oppidum va reemplaçar un nom més vell: Santhooft (que significava en neerlandès 'moll de sorra'). La ciutat fa part d'una sèrie de ports que els comtes de Flandes van crear per defensar la costa i estimular el desenvolupament econòmic del comtat. Els altres en són Grevelingen, Mardijk, Duinkerke, Damme i Biervliet.
Nieuwpoort es troba en un lloc estratègic a l'embocadura del riu, per a defensar la costa del comtat de Flandes. Durant Guerra dels Vuitanta Anys, al 2 de juliol de 1600, Nieuwpoort va ser l'escenari de la batalla de Nieuwpoort entre les tropes espanyoles i les tropes de la República de les Set Províncies Unides.
El paper del port va esdevenir força important al segle xvii. Els Països Baixos espanyols van perdre els seus dos ports marítims: Duinkerke, que França va annexionar-se al 1662 i el port d'Anvers, quan les tropes de la República neerlandesa van bloquejar l'embocadura de l'Escalda el 1685 després del setge d'Anvers. Els canals interiors, paral·lels a la costa, formaven en aquesta època una alternativa a la via marítima, poc segura en aquests segles de guerres quasi permanents. Cinc vegades (1647, 1658, 1745, 1793 i 1794) els francesos van assetjar-la per annexionar-se la ciutat. La ciutat fou finalment annexada per França a l'any 1795 i integrada al Regne Unit dels Països Baixos al 1815 i després a Bèlgica a l'any 1830.
El nucli de Nieuwpoort-Bad va desenvolupar-se des del 1864 quan el turisme de balneari va posar-se de moda i quan va construir-se un primer hotel termal al mig de les aleshores dunes intactes. Es van construir hotels i vil·les en estil de belle époque i gairebé totes van ser destruïdes en la Segona Guerra Mundial.
Durant la Primera Guerra Mundial, l'exèrcit belga va obrir les rescloses del canal de desguàs Veurne-Ambacht per inundar una part de la plana de l'Ijzer. Així van parar l'avanç de les tropes prussianes. Així, les terres a la riba esquerra del riu mai no van ser ocupades. Tot i això, els danys humans i econòmics van ser enormes. Al 1918, no hi quedava quasi cap edifici habitable. La vida dels soldats a les trinxeres humides era duríssima.
Com ho feu amb tot el Regne de Bèlgica, l'exèrcit alemany va ocupar la ciutat en la Segona Guerra Mundial. Les tropes canadenques van alliberar la ciutat del 7 al 9 de setembre 1944.
Al 1947, un referèndum va celebrar-se per a la població de Nieuwpoort-Bad, que va optar per transferir el barri d'Oostduinkerke a la ciutat de Nieuwpoort. La transferència va tenir lloc el 1949. Al 1971, els municipis de Ramskapelle i Sint-Joris es van fusionar i, al 1977, la riba dreta de l'embocadura de l'Ijzer va transferir-se a Lombardsijde: així, per primera vegada en la seva història, tota l'embocadura del riu serà nieuwpoortenca.
L'obertura de l'autopista E40 al 1997, que connecta el port de Calais amb Ridder al Kazakhstan va desenclavar la ciutat i contribuí a l'expansió del turisme i del polígon industrial de Sint-Joris.

## Monuments, museus i curiositats
- El Belfort
- La casa de la Vila

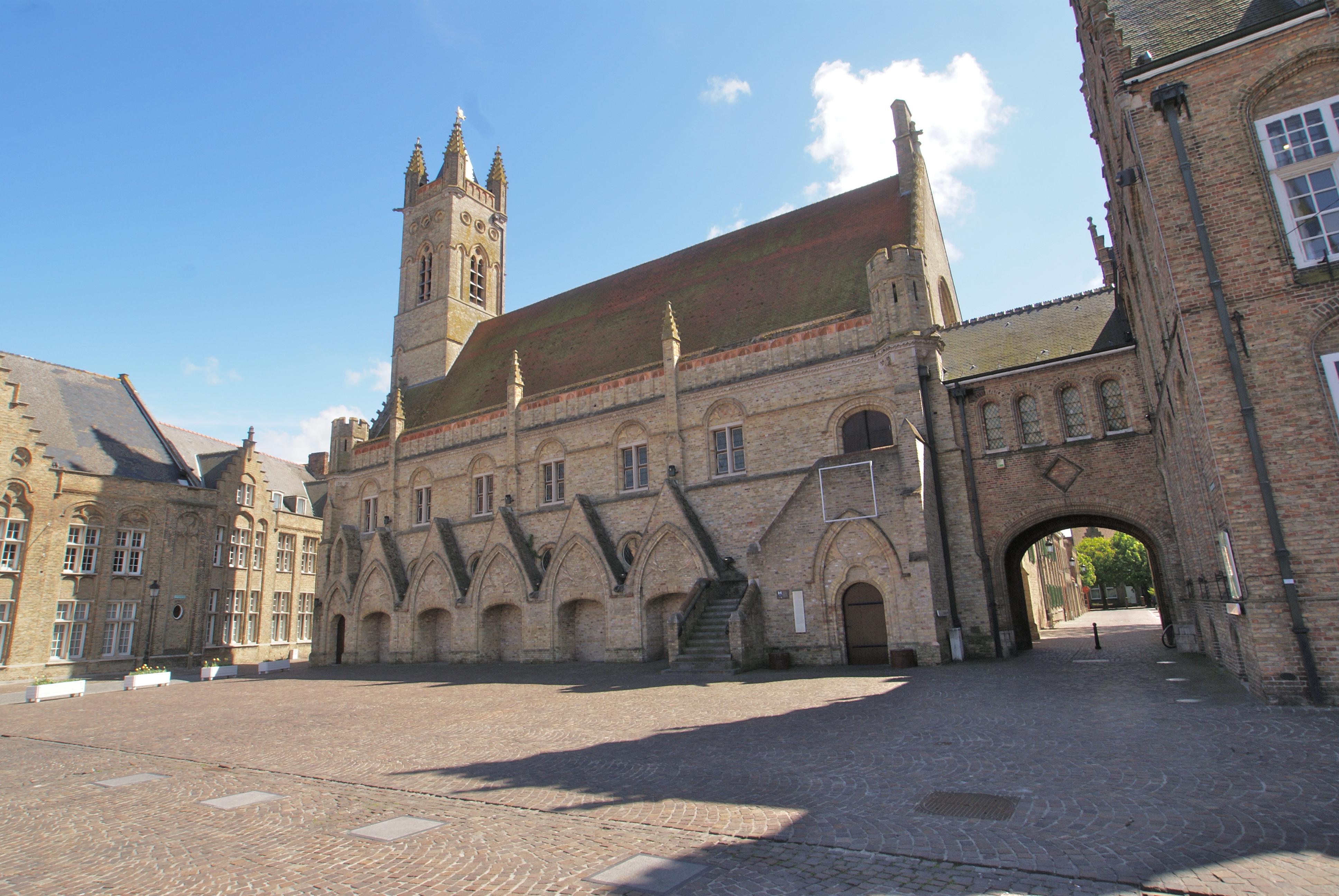
Belfort i mercat de blat cobert

- La riba del port amb la Crida de Peix i molts restaurants especialitzats en peix
- L'església de la Mare de Déu
- El Ganzepoot, conflent del Nieuw Bedelf, del canal Plassendale-Nieuwpoort, del Kreek van Nieuwendamme, de l'Ijzer, del canal Veurne-Ambacht Vaart i del canal Nieuwpoort-Duinkerke
- El monument Albert I
- El port de Nieuwpoort: port de peix i esportiu
- La platja
- La reserva natural de l'embocadura de l'Ijzer
- El centre de turisme pel riu i pels canals a Sint-Joris
- El Ramscapelle Road Cemetry, cementiri militar anglès de Sint-Joris

## Galeria

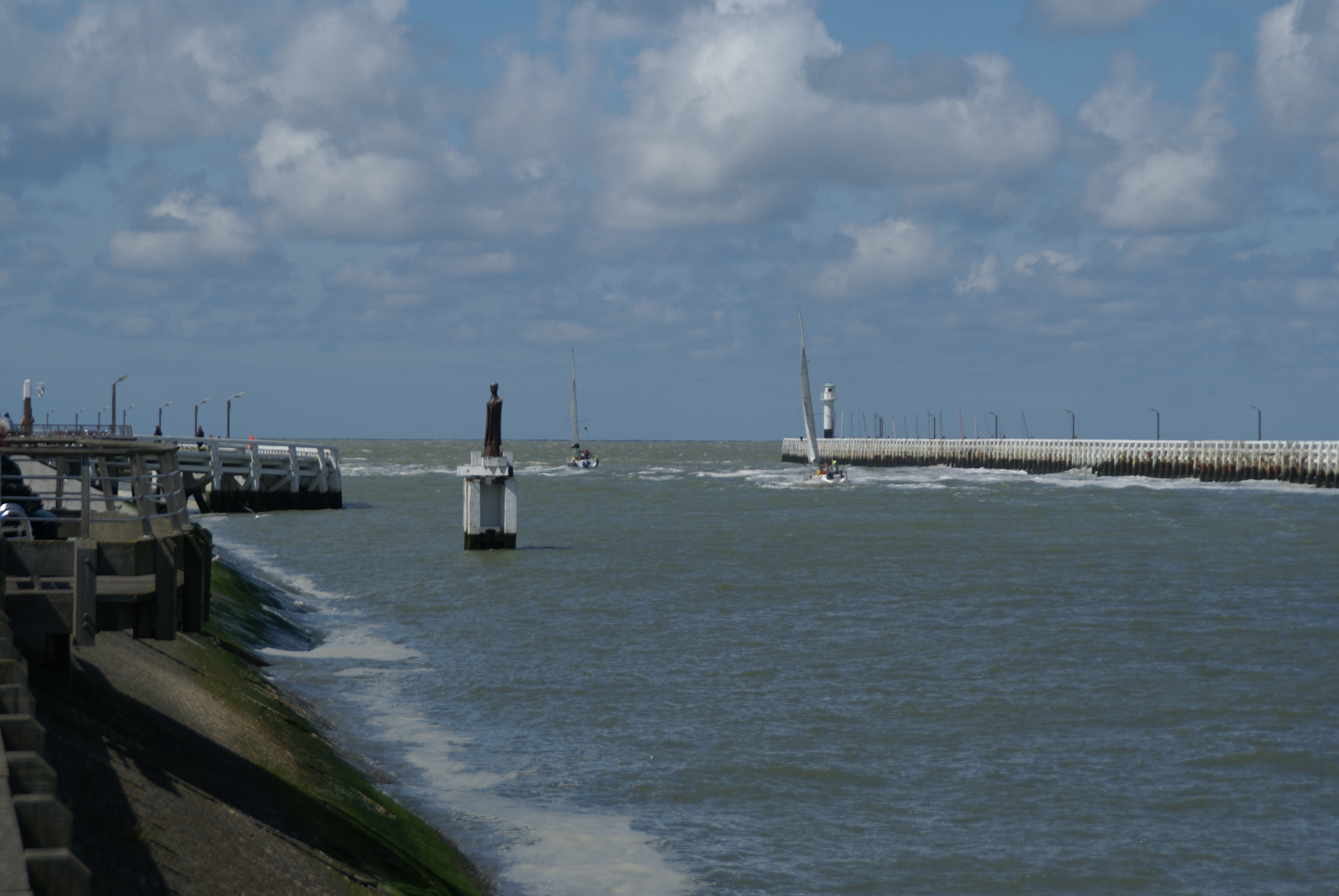
Embocadura de l'Ijzer i escultura de Fernand Vanderplancke
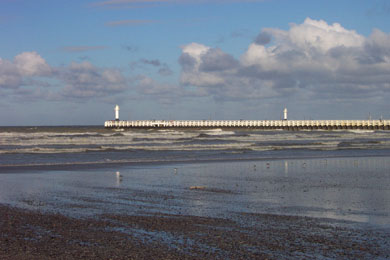
Moll occidental vist des de la platja
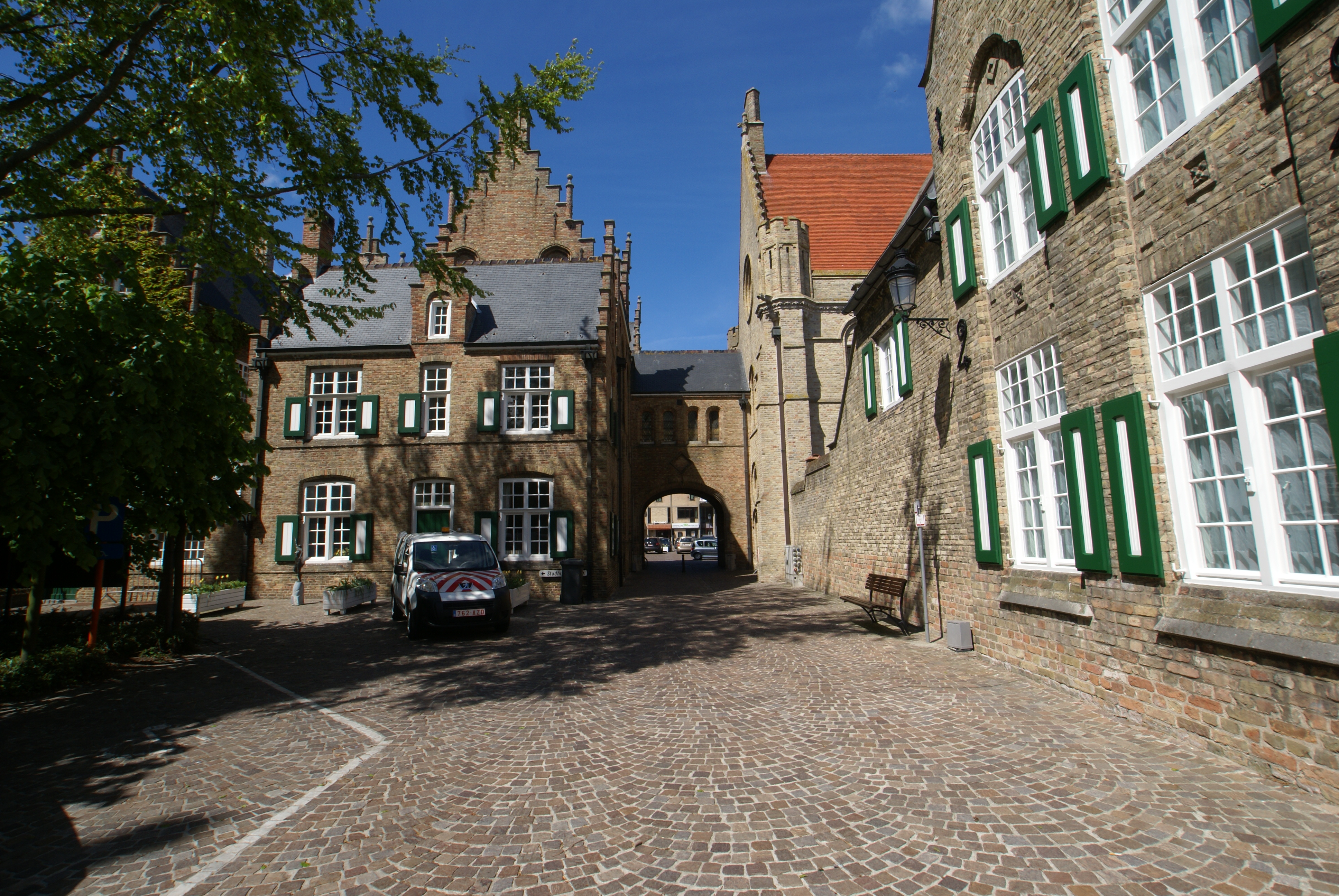
Plaça Hendrik Geeraertplein
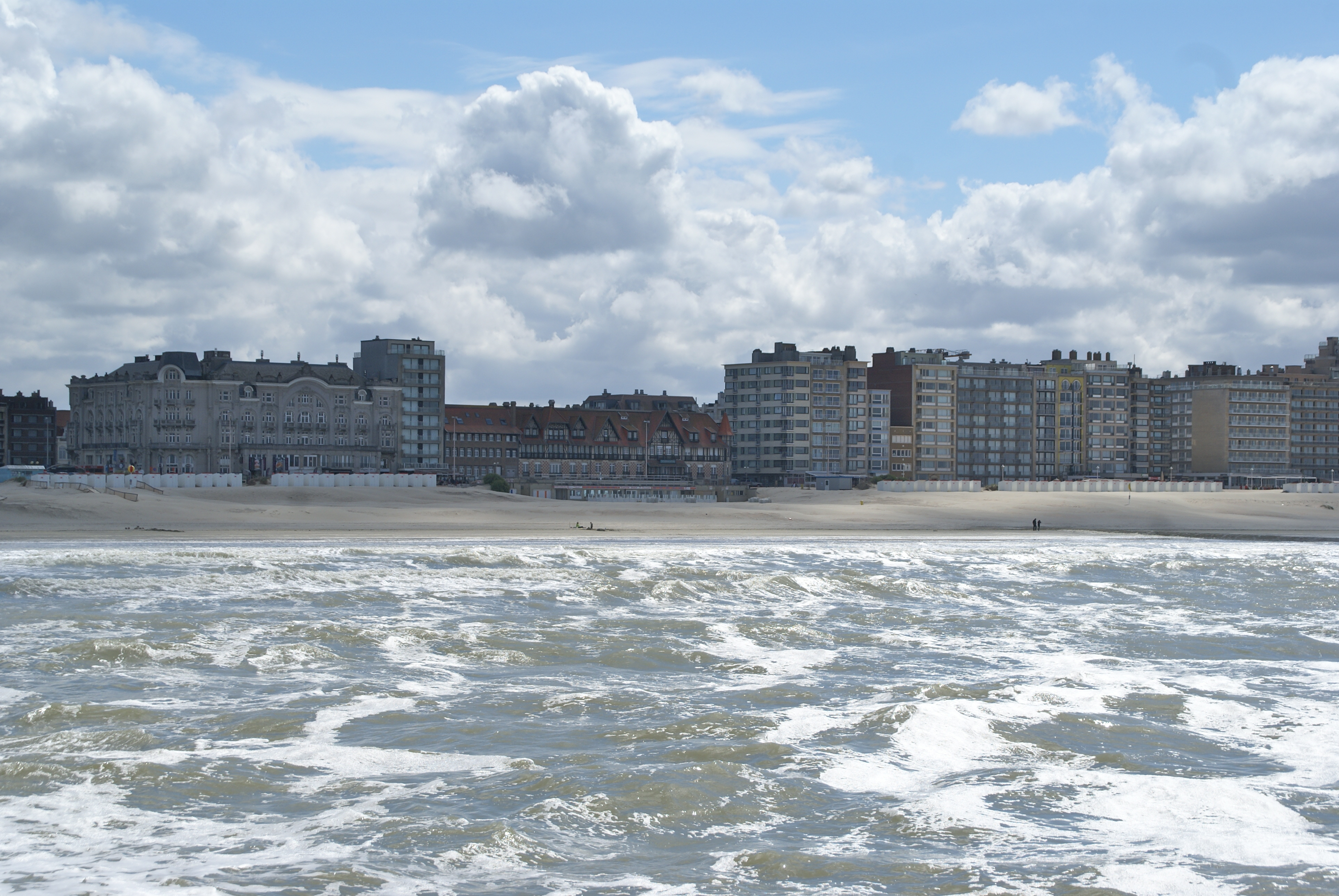
Nieuwpoort-Bad vist des del Pier

## Fills predilectes de Nieuwpoort
- Jan Turpin, burgmestre el 1489, sobreviu com a gegant
- Hendrik Geeraert (1863-1925), barquer, va ajudar en la inundació estratègica al 1914
- Luc Zeebroek, àlies Kamagurga (°1956): escriptor i humorista
- Guillaume Meynne (1821-1883), compositor i pianista